# Luigi Esposito
Pour les articles homonymes, voir Esposito.
Pas d'image ? Cliquez ici

a Compétitions nationales et continentales officielles uniquement.

Dernière mise à jour le 22 février 2013.
Luigi Esposito, né le 24 mars 1972 à Chambéry, est un joueur italien de rugby à XV évoluant au poste de pilier. Il a notamment joué au FC Grenoble et au Stade toulousain.

## Biographie
Fils d'immigrés italiens, Luigi Esposito joue avec l'équipe d'Italie A.
Il évolue au FC Grenoble en top 16 de 1996 à 1999 où il est demi-finaliste du championnat de France en 1998-1999 où son club s'incline à quatre minutes de la fin du match contre l'AS Montferrand.
Il poursuit sa carrière au Stade toulousain où il devient champion de France en 2001.

## Palmarès
- En championnat de France de première division :
  - Champion (1) : 2001 avec le Stade toulousain
  - Demi-finaliste (1) :1999 avec le FC Grenoble